# Victor Fastré
Victor Fastré (Luik, 19 mei 1890 - 12 september 1914) was een Belgisch wielrenner. Hij was beroepsrenner van 1910 tot 1914. Hij sneuvelde in Wereldoorlog I op 24-jarige leeftijd.
In 1909 won hij Luik-Bastenaken-Luik. In deze wedstrijd eindigde Fastré verder als 23e in 1908 en 5e in 1912. Bij zijn overwinning in 1909 was hij slechts 18 jaar en 362 dagen oud, waarmee hij nog steeds de jongste winnaar aller tijden is van een WorldTour-koers.
Victor Fastré was korporaal-milicien van de lichting 1910 bij het 25ste Linieregiment (bataljon 2/1) en hij sneuvelde te Rotselaar op 12 september 1914.

## Resultaten in voornaamste wedstrijden
| Jaar | Luik-Bast.‑Luik |
| ---- | --------------- |
| 1908 | 23e             |
| 1909 | Goud            |
| 1912 | 5e              |